# Ayerbe de Broto
Ayerbe de Broto ist ein spanischer Ort in den Pyrenäen in der Provinz Huesca der Autonomen Gemeinschaft Aragonien. Der Ort gehört zur Gemeinde Broto. Ayerbe de Broto hat seit Jahren keine Einwohner mehr.

## Geografie
Ayerbe de Broto liegt in der Nähe des Stausees barranco de San Pedro , im Sobrepuerto, einem Gebiet zwischen den Flüssen Gállego und Ara.

## Sehenswürdigkeiten
- Kirche Navidad de la Virgen, erbaut 1799
- Ermita de Santa Eufemia
- Typische Häuser der Region: Casa Cadena